# دونالد اريك كابس
دونالد اريك كابس (بالإنجليزية: Donald Eric Capps)‏ هو بروفيسور أمريكي، ولد في 30 يناير 1939 في أوماها في الولايات المتحدة، وتوفي في 26 أغسطس 2015 في ترنتون في الولايات المتحدة بسبب حادث مرور.